# Зволя (Козеницький повіт)
Зволя (пол. Zwola) — село в Польщі, у гміні Ґневошув Козеницького повіту Мазовецького воєводства.
Населення — 212 осіб (2011).
У 1975-1998 роках село належало до Радомського воєводства.

## Демографія
Демографічна структура станом на 31 березня 2011 року:
|          | Загалом | Допрацездатний вік | Працездатний вік | Постпрацездатний вік |
| -------- | ------- | ------------------ | ---------------- | -------------------- |
| Чоловіки | 100     | 15                 | 72               | 13                   |
| Жінки    | 112     | 16                 | 53               | 43                   |
| Разом    | 212     | 31                 | 125              | 56                   |